# Dolichomitus jiyuanensis
Dolichomitus jiyuanensis är en stekelart som beskrevs av Lin 2005. Dolichomitus jiyuanensis ingår i släktet Dolichomitus och familjen brokparasitsteklar. Inga underarter finns listade i Catalogue of Life.